# Тамасула-де-Виктория
Тамасула-де-Виктория (исп. Tamazula de Victoria)  —   населённый пункт в Мексике, входит в штат Дуранго. Население 1972 человека.

## История
Город основан в 1616 году .